# 浅野亮
浅野 亮（あさの りょう、1955年 - ）は、日本の国際政治学者。専門は現代中国政治、国際関係論。同志社大学法学部政治学科教授、同志社大学南シナ海研究センター長。

## 人物・経歴
青森県生まれ。1977年国際基督教大学教養学部卒業。1979年国際基督教大学大学院行政学研究科博士前期課程修了、行政学修士。1983年香港中文大学アジア研究課程修了、国際基督教大学大学院行政学研究科博士後期課程単位取得退学。
1987年日本国際問題研究所研究員。1989年姫路獨協大学外国語学部中国語学科専任講師。1994年同助教授。2001年同教授。2004年同志社大学法学部政治学科教授。
2005年東京大学東洋文化研究所非常勤講師。2007年東京大学大学院総合文化研究科客員教授。2009年アジア政経学会理事。2015年同志社大学南シナ海研究センター長。専門は中華人民共和国の安全保障政策、国際関係論。

## 著書
- 『中国をめぐる安全保障』（村井友秀, 阿部純一, 安田淳と共編著）ミネルヴァ書房 2007年
- 『政治腐敗からの再生』（瀬川晃, 梅津實編著, 戒能通弘, 村田晃嗣, 川崎友巳, 松尾健一, 森裕城と共著）成文堂 2008年
- 『中国・台湾』（天児慧と共編著）ミネルヴァ書房 2008年
- 『中国の軍隊』創土社 2009年
- 『肥大化する中国軍 : 増大する軍事費から見た戦力整備』（江口博保, 吉田暁路と共編著）晃洋書房 2012年
- 『概説近現代中国政治史』（川井悟と共編著）ミネルヴァ書房 2012年
- 『中国の海上権力 : 海軍・商船隊・造船～その戦略と発展状況』（山内敏秀と共編）創土社 2014年
- 『習近平の軍事戦略 : 「強軍の夢」は実現するか』（土屋貴裕と共著）芙蓉書房出版 2023年